# Liste der Biografien/Paj
Liste der Biografien |
Portal Biografien |
Personensuche
# |
A |
B |
C |
D |
E |
F |
G |
H |
I |
J |
K |
L |
M |
N |
O |
P |
Q |
R |
S |
T |
U |
V |
W |
X |
Y |
Z |
?
 
Pa |
Pc |
Pe |
Pf |
Ph |
Pi |
Pj |
Pk |
Pl |
Pm |
Pn |
Po |
Pr |
Ps |
Pt |
Pu |
Pv |
Pw |
Py
 
Paa |
Pab |
Pac |
Pad |
Pae |
Paf |
Pag |
Pah |
Pai |
Paj |
Pak |
Pal |
Pam |
Pan |
Pao |
Pap |
Paq |
Par |
Pas |
Pat |
Pau |
Pav |
Paw |
Pax |
Pay |
Paz
Die Liste der Biografien führt alle Personen auf, die in der deutschsprachigen Wikipedia einen Artikel haben. Dieses ist eine Teilliste mit 76 Einträgen von Personen, deren Namen mit den Buchstaben „Paj“ beginnt.

## Paj

### Paja
- Paja, Chris (* 1970), deutsche Kinderbuchautorin
- Paja, Triin (* 1990), estnische Dichterin und Übersetzerin
- Pajač, Igor (* 1985), kroatischer Fußballschiedsrichter
- Pajaczkowski, Martin (* 1997), polnischer Fußballspieler
- Pająk, Antoni (1893–1965), polnischer Politiker, Mitglied des Sejm, Ministerpräsident Polens
- Pajak, Benjamin (* 2011), US-amerikanischer Kinder- und Musicaldarsteller
- Pajak, Frédéric (* 1955), französischer und Schweizer Zeichner und Herausgeber
- Pająk, Wojciech (* 1979), polnischer Snowboarder
- Pajala, Magdalena (* 1988), schwedische Skilangläuferin
- Pajalic, Enis (* 2001), österreichischer Fußballspieler
- Pajanou, Despina (* 1958), griechische Schauspielerin
- Pajares, Iker (* 1996), spanischer Squashspieler
- Pajari, Matti (* 1979), finnischer Bahn- und Straßenradrennfahrer
- Pajari, Sami (* 2001), finnischer Rallyefahrer
- Pajarinen, Karri (* 1998), finnischer American-Football-Spieler
- Pajarito, Jaime (* 1955), mexikanischer Fußballspieler
- Pájaro, Francisco de (* 1970), spanischer Streetart- und Graffiti-Künstler
- Pajastie, Eila (1918–1994), finnische Kunstkritikerin
- Pajaziti, Arbnor (* 1961), albanisch-kosovarischer Maschinenbauingenieur und Hochschullehrer
- Pajaziti, Zahir (1962–1997), kosovo-albanischer Kämpfer und Kommandeur der UÇKZahir Pajaziti (1962–1997)

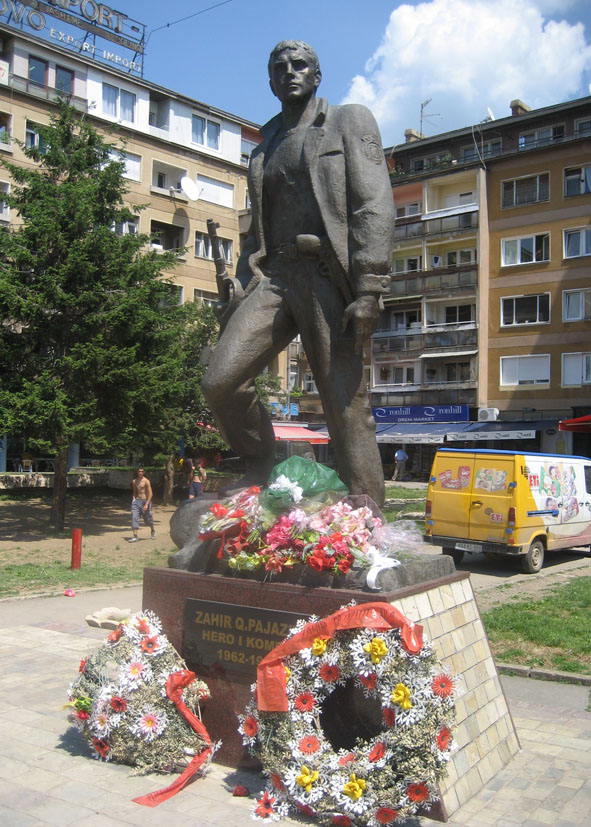
Zahir Pajaziti (1962–1997)

### Pajd
- Pajduch, Paul (* 1993), österreichischer Fußballtorhüter
- Pajdušáková, Ludmila (1916–1979), slowakische Astronomin

### Paje
- Paje, Ramon, philippinischer Politiker
- Pajeaud, Willie (1895–1960), US-amerikanischer Jazzmusiker
- Pajeftjauemauibastet, altägyptischer König der 22. Dynastie
- Pajeken, Friedrich J. (1855–1920), deutscher Kaufmann und Abenteuerschriftsteller
- Pajeken, Julius Friedrich (1843–1902), deutscher Maschinenbauer
- Pajel, deutscher Rapper
- Pajenk, Egon (1950–2022), österreichischer Fußballspieler
- Pajer, Rajmund (1930–2016), kanadischer Autor und KZ-Überlebender
- Pajér, Rudolf (1858–1934), österreichisch-ungarischer Admiral
- Pajević, Tatjana (* 1933), serbisch-österreichische Malerin
- Pajewska, Julija (* 1968), ukrainische Sanitäterin

### Paji
- Pajić, Dejan (* 1985), serbischer Eishockeyspieler
- Pajić, Ksenija (* 1961), kroatische Schauspielerin
- Pajic, Miro, deutscher DJ und Produzent im Bereich der elektronischen Tanzmusik
- Pajič, Rok (* 1985), slowenischer Eishockeyspieler
- Pajić, Sladjan (* 1992), serbisch-österreichischer Fußballspieler
- Pajín, Leire (* 1976), spanische Politikerin (PSOE)

### Pajk
- Pajkić, Snežana (* 1970), jugoslawische Leichtathletin

### Pajo
- Pajo, Ave (* 1984), estnische Fußballspielerin
- Pajol, Pierre Claude (1772–1844), französischer General, Comte de l'Empire und Gouverneur von Paris
- Pajon, Henri († 1776), französischer Jurist und Schriftsteller
- Pajón, Mariana (* 1991), kolumbianische Radsportlerin
- Pajonk, Anna (1900–1943), polnisch-deutsche Nachrichtendienstkurierin, NS-Opfer
- Pajonk, Bernhard (* 1955), deutscher Fußballspieler
- Pajonk, Dirk-Achim (* 1969), deutscher Leichtathlet
- Pajonk, Erwin (* 1928), deutscher Fußballspieler
- Pajonk, Frank-Gerald Bernhard (* 1965), deutscher Facharzt für Psychiatrie und Psychotherapie
- Pajonk, Nadia (* 1980), deutsche Schauspielerin
- Pajonkowski, Franck (* 1964), französischer Eishockeyspieler
- Pajonkowski, Yvonne (* 1983), deutsche Schauspielerin
- Pajor, Ewa (* 1996), polnische FußballspielerinEwa Pajor (* 1996)

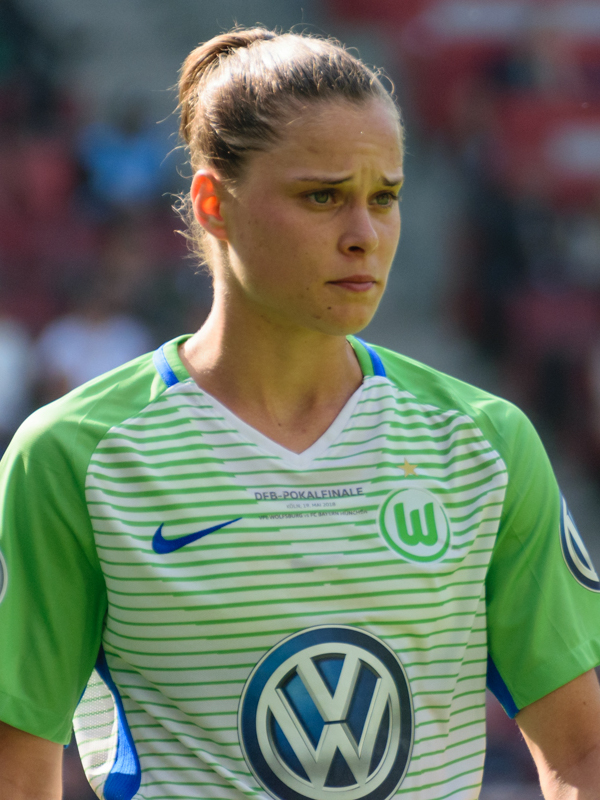
Ewa Pajor (* 1996)

- Pajor, Kornél (1923–2016), ungarischer Eisschnellläufer
- Pajor, Sergei Jewgenjewitsch (* 1984), russischer Eishockeyspieler
- Pajos, Martin (* 1988), estnischer Biathlet
- Pajot, Charles (1609–1686), französischer Jesuit, Altphilologe, Romanist und Lexikograf
- Pajot, Ludovic (* 1993), französischer Politiker (parteilos)
- Pajot, Marc (* 1953), französischer Segler
- Pajot, Vincent (* 1990), französischer Fußballspieler
- Pajot, Yves (* 1952), französischer Segler
- Pajou, Augustin (1730–1809), französischer Bildhauer des Klassizismus
- Pajou, Jacques-Augustin-Catherine (1766–1828), französischer Maler
- Pajovič, Aleš (* 1979), slowenischer Handballspieler und -trainerAleš Pajovič (* 1979)

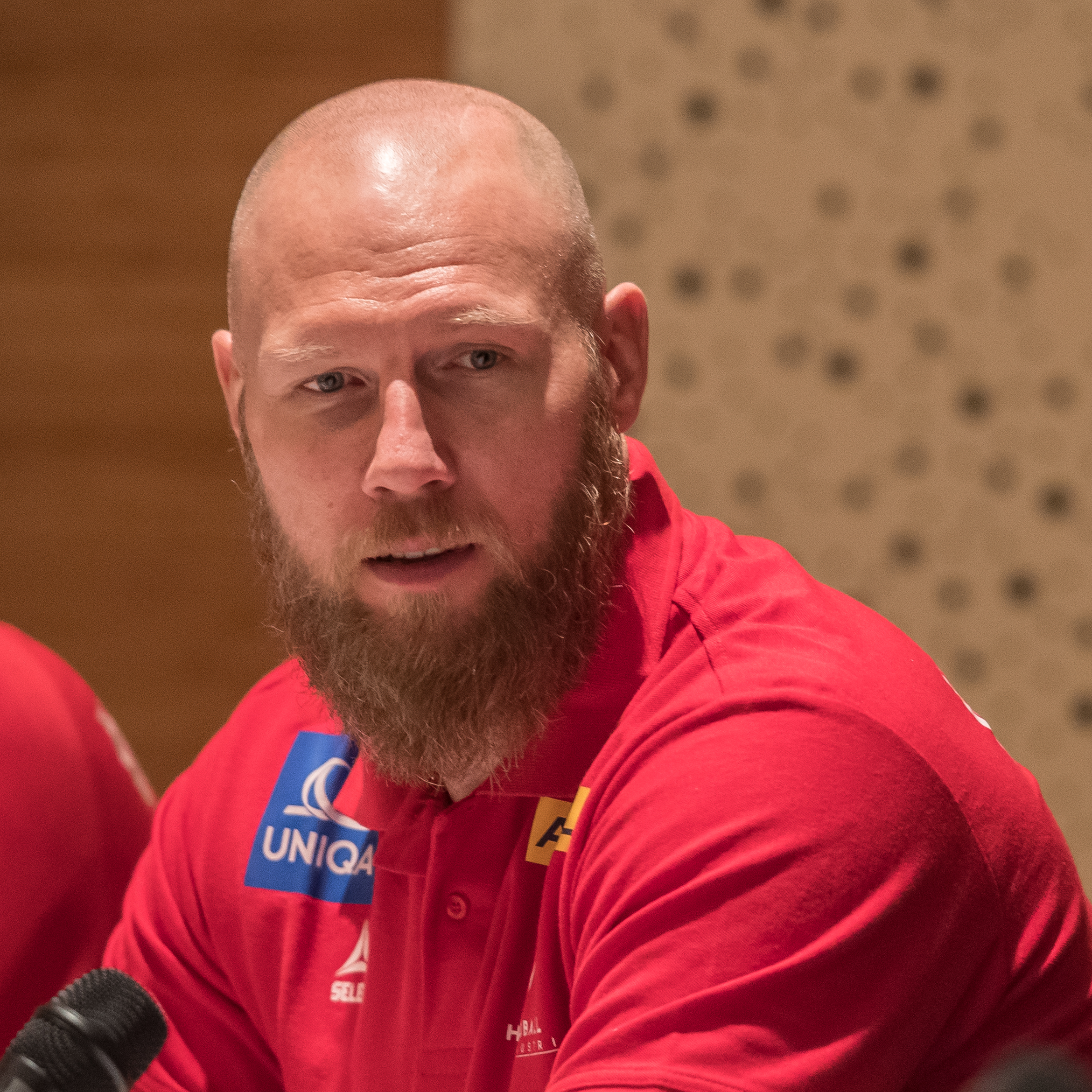
Aleš Pajovič (* 1979)

### Pajt
- Pajtić, Bojan (* 1970), serbischer Politiker (Demokratska Stranka)

### Paju
- Paju, Imbi (* 1959), estnische Schriftstellerin, Journalistin und Filmregisseurin
- Paju, Juhan (1939–2003), estnischer Schriftsteller und Journalist
- Pajumägi, Hele-Mall (* 1938), estnische Badmintonspielerin
- Pajunen, Jarkko (* 1970), finnischer Schauspieler
- Pajunen, Pia (* 1967), finnische Badmintonspielerin
- Pajunoja, Maaret (* 1990), finnische Skilangläuferin
- Pajusaar, Priit (* 1964), estnischer Musiker, Schlagerkomponist und Musikproduzent
- Pajusalu, Karl (* 1963), estnischer Sprachwissenschaftler
- Pajusalu, Renate (* 1963), estnische Sprachwissenschaftlerin

### Pajz
- Pajzderska, Helena Janina (1862–1927), polnische Schriftstellerin, literarische Übersetzerin, Reisende und Frauenrechtlerin
- Pajzs, Julian (* 1987), österreichischer Jazzmusiker und Filmkomponist